# Cavité abdomino-pelvienne

Schéma des cavités du corps humain, montrant l'emplacement de la cavité abdomino-pelvienne.

La cavité abdomino-pelvienne est une des cavités du corps humain composée de la cavité abdominale et de la cavité pelvienne.

## Explications
La délimitation des cavités abdominale et pelvienne est réalisée par différentes structures anatomiques. Le diaphragme respiratoire marque la limite supérieure, les côtes inférieures et le bassin osseux les bordent latéralement, tandis que le diaphragme pelvien marque la limite inférieure caudale. La morphologie des vertèbres est décrite en regard du dos, tandis que le bassin osseux est examiné en détail avec les os du membre postérieur.
La forme du bassin osseux chez les primates non humains ressemble à celle des autres quadrupèdes. Les lames de l'ilia sont allongées dans une direction crânio-caudale, avec la crête iliaque généralement proche de la partie caudale de la dernière vertèbre lombaire. Le plan axial de la symphyse pubienne est situé caudalement par rapport au plan axial de l'articulation sacro-iliaque. Ainsi, comme chez la plupart des autres mammifères, lors de l'accouchement, la tête fœtale peut passer le promontoire sacré avant d'atteindre la symphyse pubienne, contrairement à ce qui se passe chez l'homme où cela se produit simultanément.

## Organes
La cavité abdomino-pelvienne se compose de deux parties distinctes :
- une partie antérieure, la cavité abdominale, qui abrite des organes tels que l'estomac, les intestins, la rate, le foie, le pancréas et les reins ;
- une partie postérieure, la cavité pelvienne, qui contient la vessie, les organes génitaux internes et le rectum.

Cette cavité contient une grande partie des organes digestifs et urogénitaux ainsi que leurs structures neurovasculaires de soutien. Ses limites sont constituées du diaphragme thoracique en haut, de la paroi abdominale musculaire en antérolatéral, d'une paroi osseuse et musculaire en arrière, et du diaphragme pelvien en bas. Le foie, la vésicule biliaire et la rate se trouvent dans la cavité péritonéale, tandis que le pancréas, les reins et les glandes surrénales occupent l'espace rétropéritonéal, situé en arrière de la cavité péritonéale.